# Oritoniscus despaxi
Oritoniscus despaxi là một loài chân đều trong họ Trichoniscidae. Loài này được Vandel miêu tả khoa học năm 1924.